# Wszebor (komes)
Wszebor, właśc. Sebor (zm. przed 1161) – komes.
Znany z przywileju księżnej Salomei i Bolesława Kędzierzawego z 1143 r. wydanego dla klasztoru w Mogilnie (w przywileju określony jest jako "princeps milice", czyli główny dowódca), jak również z przywileju wydanego dla klasztoru trzemeszeńskiego przez kardynała Humbalda z 1146 r. Klasztorowi w Trzemesznie nadał kościół w Korczynie z dwoma wsiami. Z dokumentu papieskiego z końca XII wieku wiadomo, iż nadał on klasztorowi wrocławskiemu "na Piasku" wieś Oleśnica. W kronice Wincentego Kadłubka określany jest jako "naczelny wódz" ostatniej wyprawy (1138) Bolesława Krzywoustego na Węgry. W 1161 r. w przywileju wydanym dla kościoła w Łęczycy występują Krystyn i Otto (Oto) z Wierzbie, synowie Wszebora (występują w nim ze swym stryjem Stefanem).